# Rødovre
Rødovre – miasto w Danii, siedziba Gminy Rødovre. Około 36 506 mieszkańców. 
Ośrodek przemysłowy. Ratusz w mieście został zaprojektowany w latach 1956-1957 przez Arne Jacobsena – jednego z czołowych architektów modernizmu.
W mieście działa klub hokeja na lodzie Rødovre Mighty Bulls.

## Osoby
- Lars Eller
- Brigitte Nielsen
- Helle Thorning-Schmidt